# I’ll Be There for You (песня Bon Jovi)
«I’ll Be There for You» — песня американской рок-группы Bon Jovi c альбома 1988 года New Jersey. В апреле следующего, 1989 года вышла как третий сингл с него.
Песня достигла 1 места в США (в чарте Billboard Hot 100), став для группы четвёртым хитом номер 1 в своей стране (и до сегодняшнего дня всё ещё последним).

## История создания
Песня написана Джоном Бон Джови и Ричи Самборой.

## Музыкальный жанр
Classic Rock называет песню «I’ll Be There for You» «эпической балладой».

## Видеоклип
Режиссёр видеоклипа — Уэйн Айшем. (Он снял все клипы с альбома New Jersey и в целом большинство видеоклипов раннего периода истории группы Bon Jovi.)

## Приём публики
Маргарет Олсон в своей книге Bon Jovi: America's Ultimate Band пишет
Не считая ранее приведённых [в моей книге] примеров, женщины лучше всего откликаются на стихи, которые делают акцент на преданность (англ. commitment). «In Your Arms», «Born to Be My Baby» и «I’ll Be There for You» являются такими примерами. «I’ll be there for you, these five words I swear are true» кажутся довольно простыми [стихами], но это не те стихи, что Вы часто слышите в хард-роке. [...] Во время концерта песни как эти у аудитории обычно самые большие любимцы вслед за мегахитами «Livin’ on a Prayer» и «Dead or Alive».

## Чарты
| Чарт (1989-1990)                        | Высшая позиция |
| --------------------------------------- | -------------- |
| Австралия (ARIA)                        | 23             |
| Бельгия/Фландрия (Ultratop 50)          | 29             |
| Canada (RPM)                            | 2              |
| France (SNEP)                           | 68             |
| Германия (GfK)                          | 67             |
| Ireland (IRMA)                          | 6              |
| Нидерланды (Single Top 100)             | 22             |
| Новая Зеландия (Recorded Music NZ)      | 16             |
| Швейцария (Schweizer Hitparade)         | 15             |
| Великобритания (OCC UK Singles)         | 18             |
| США (Billboard Hot 100)                 | 1              |
| US Billboard Hot Mainstream Rock Tracks | 5              |

| Чарт (1989)     | Позиция |
| --------------- | ------- |
| Канада (RPM)    | 45      |
| США (Billboard) | 23      |